# Seine
Die Seine ([sɛn]; Seineⓘ auf Französisch; lateinisch/keltisch Sequana) ist ein Fluss in Nordfrankreich. Sie entspringt in der Region Bourgogne-Franche-Comté, fließt von Osten nach Westen und mündet bei Le Havre in den Ärmelkanal. Mit rund 775 Kilometern Länge ist sie neben der Loire (1004 Kilometer) und den ineinander übergehenden Flussverläufen von Doubs, Saône und Rhône (insgesamt 1025 Kilometer) einer der längsten Flüsse Frankreichs. Das Einzugsgebiet der Seine umfasst etwa 78.650 km².
Wichtige Städte an der Seine sind Paris, Troyes und Rouen. In Paris und Rouen befinden sich die wichtigsten Binnenhäfen Frankreichs. Über Kanäle ist die Seine mit Schelde, Maas, Rhein, Saône und Loire verbunden. Am Unterlauf des Flusses im Gebiet der Normandie haben sich für einen Fluss dieser Wasserführung außergewöhnlich große Talschleifen gebildet. Die schiffbare Länge (bis Nogent-sur-Seine) beträgt 560 km. Seeschiffe können den Fluss bis Rouen (120 km im Landesinneren) befahren.
Das Seineufer von Paris steht auf der Liste des Weltkulturerbes der UNESCO.

### Quellen der Seine

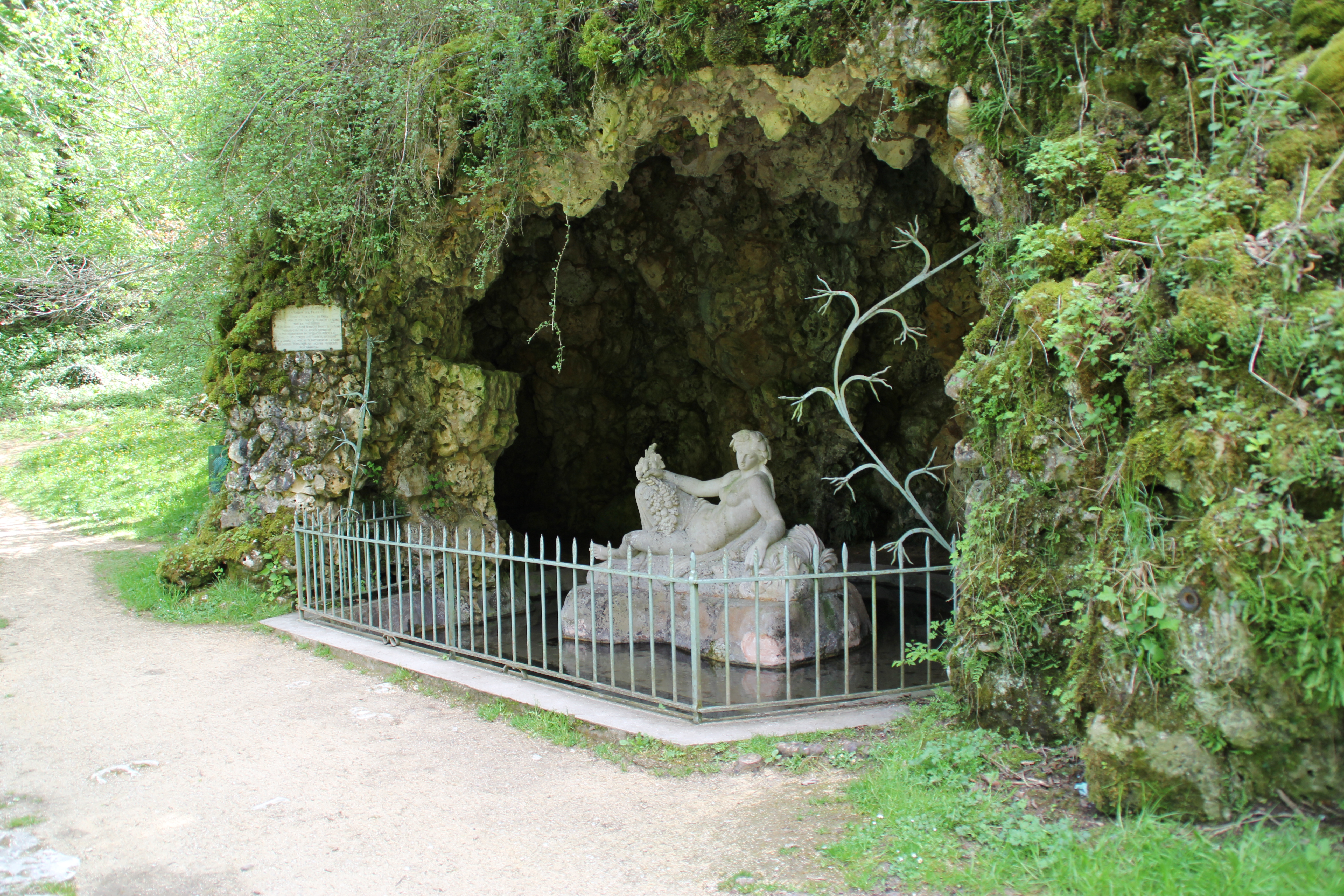
Künstliche Quellgrotte der Seine

### Das Tal der Seine

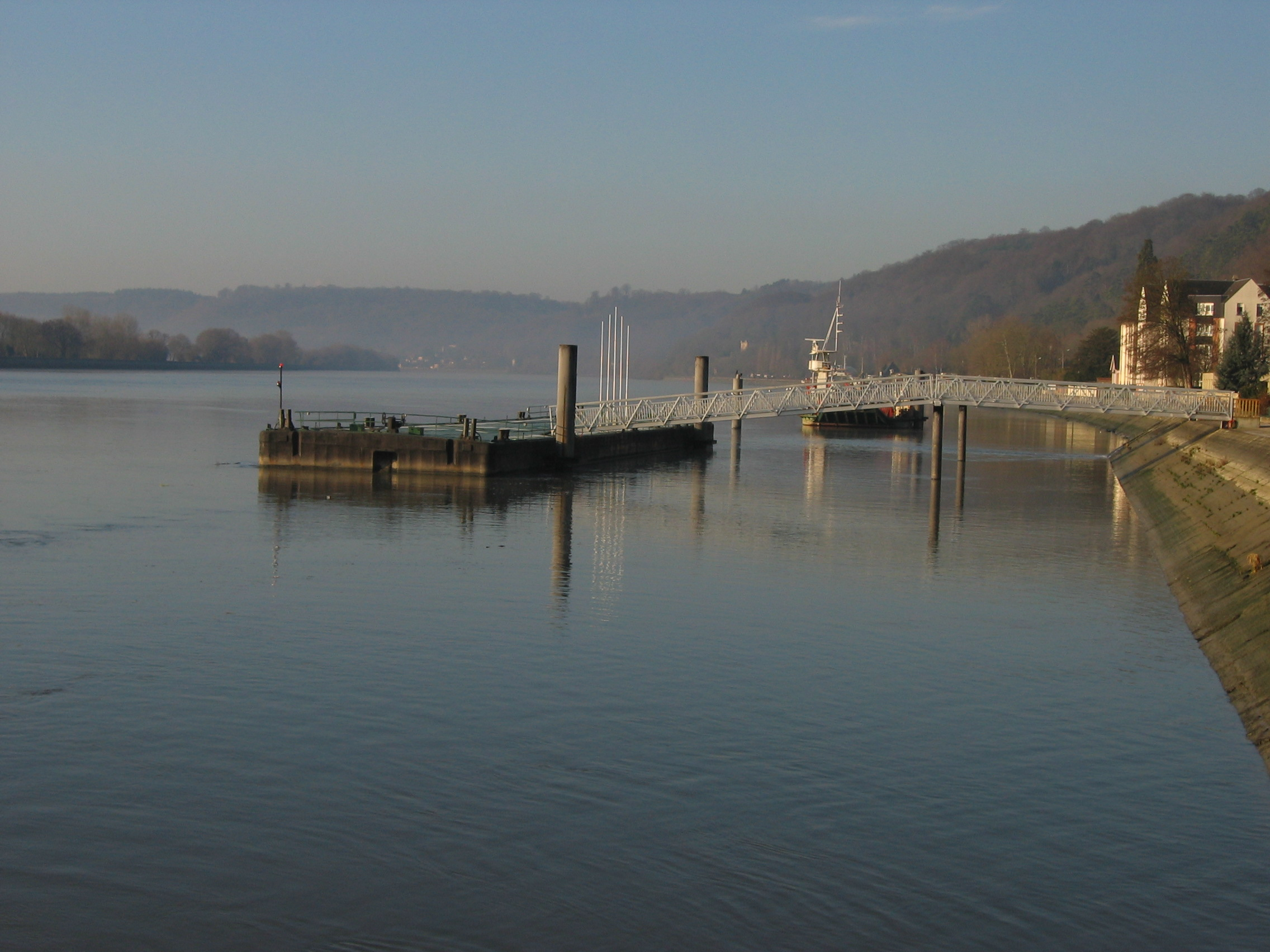
Die Seine bei Caudebec-en-Caux, etwa 25 km vor Beginn des Ästuars

### Durchflossene Städte

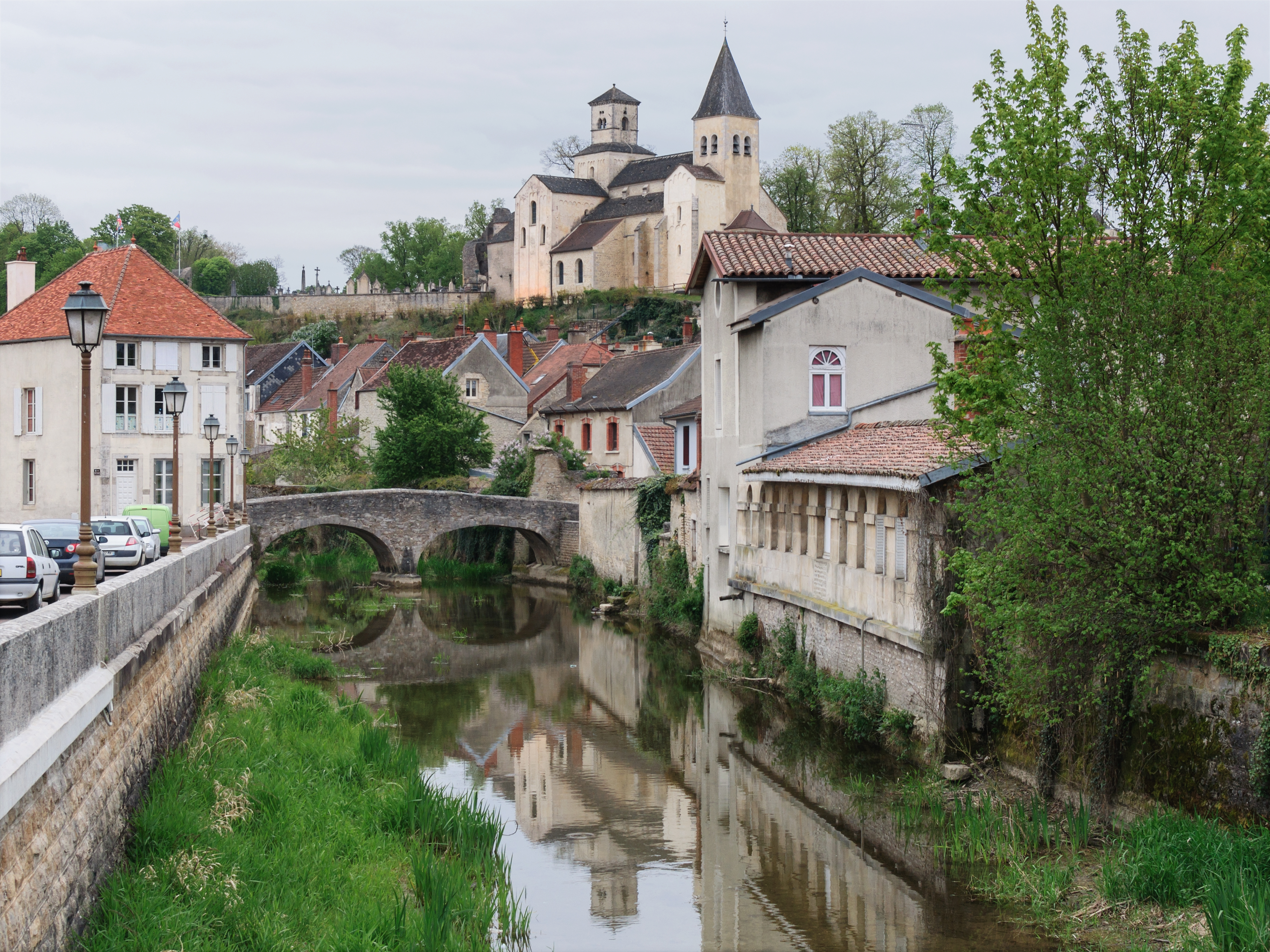
Die Seine in Châtillon

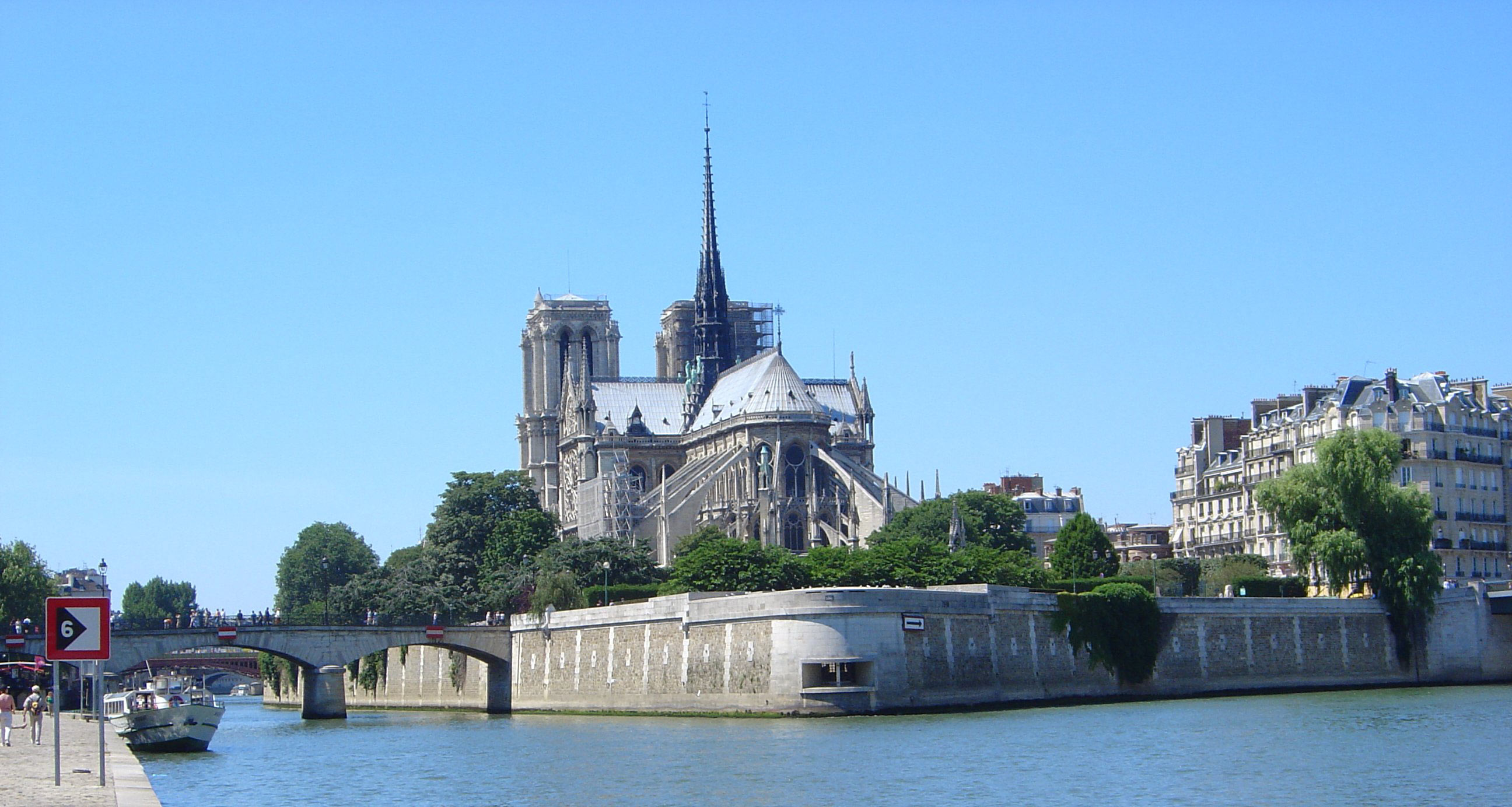
Paris: Île de la Cité mit der Kathedrale Notre Dame

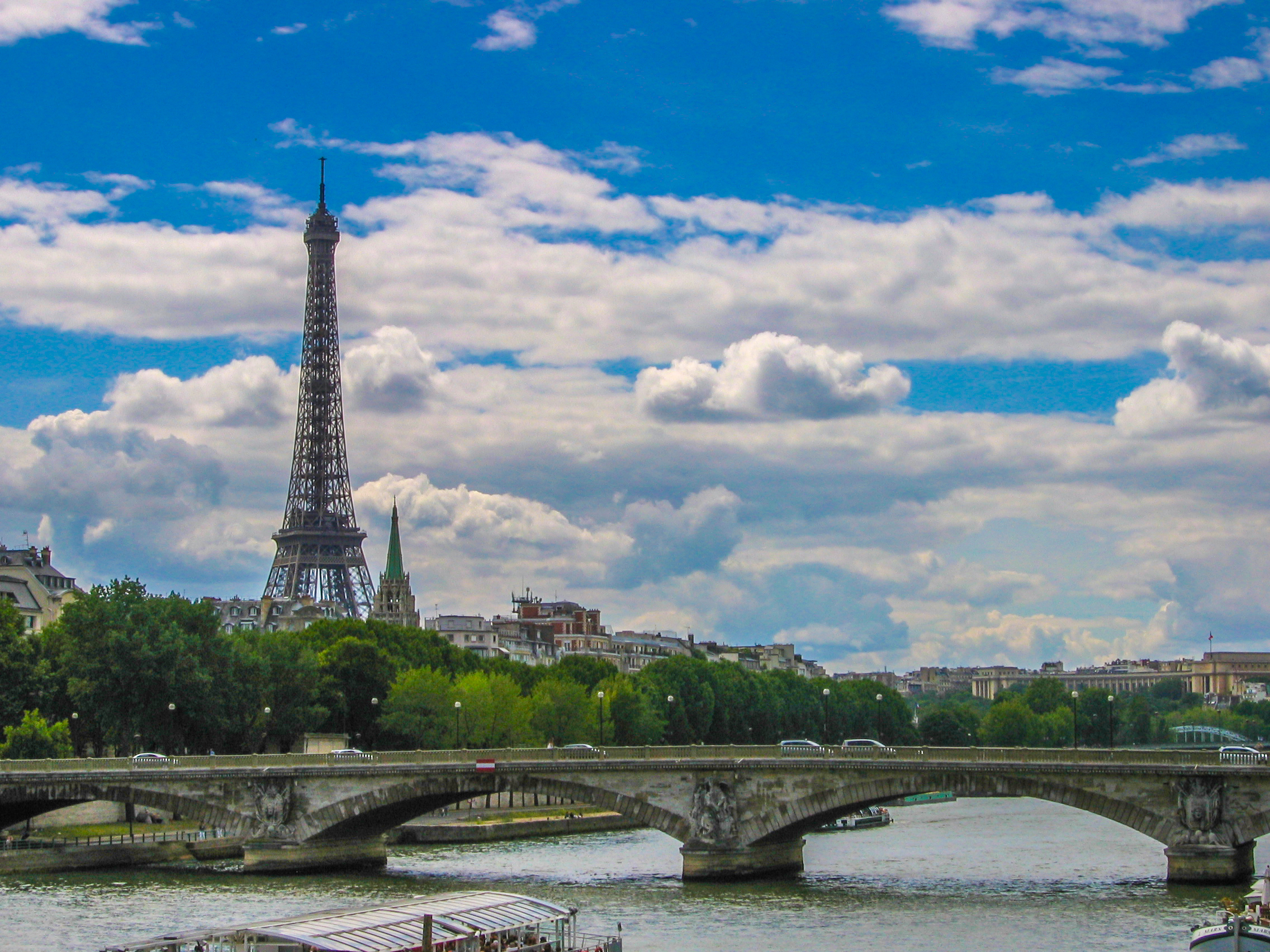
Die Seine in Paris

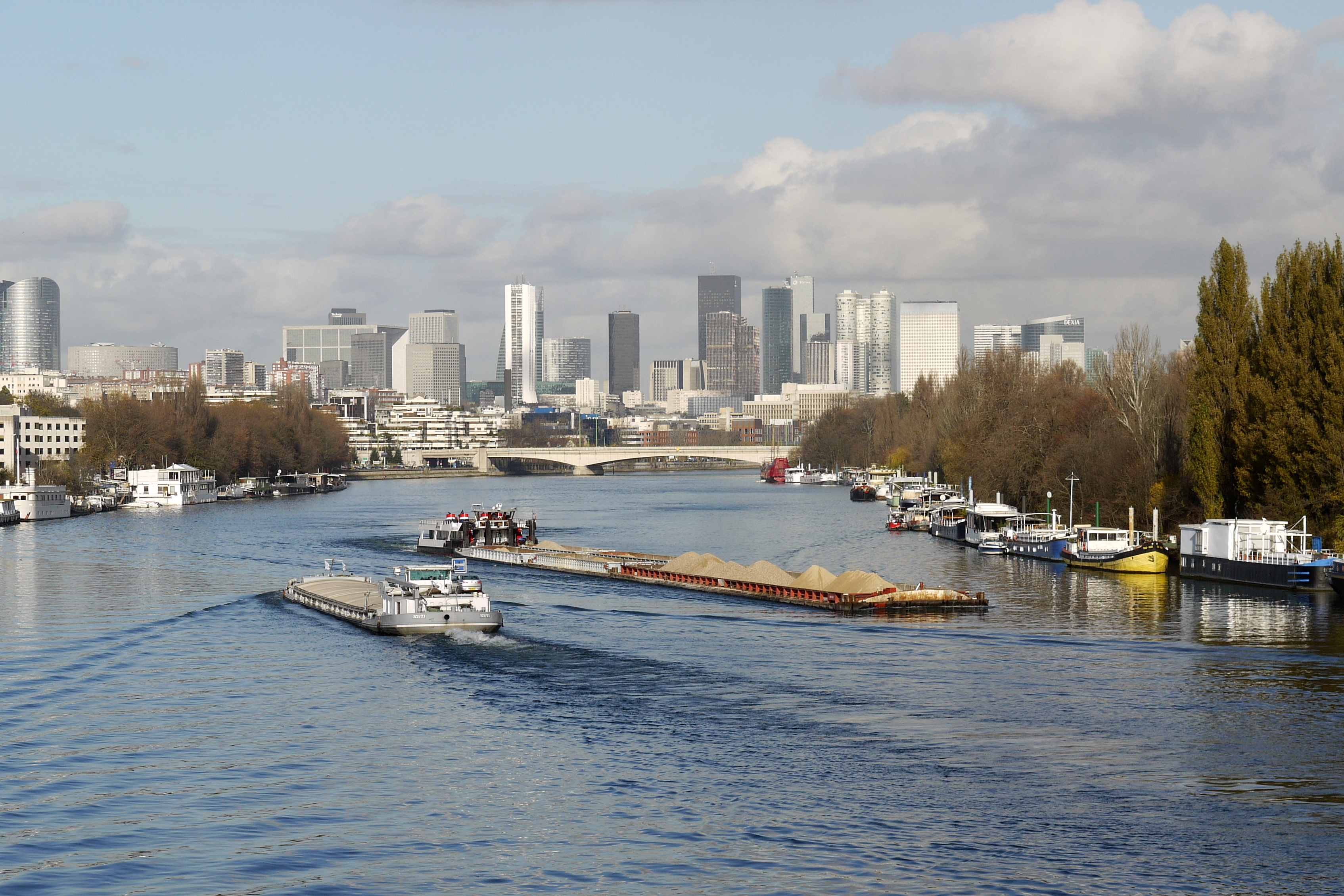
Die Seine nahe La Défense

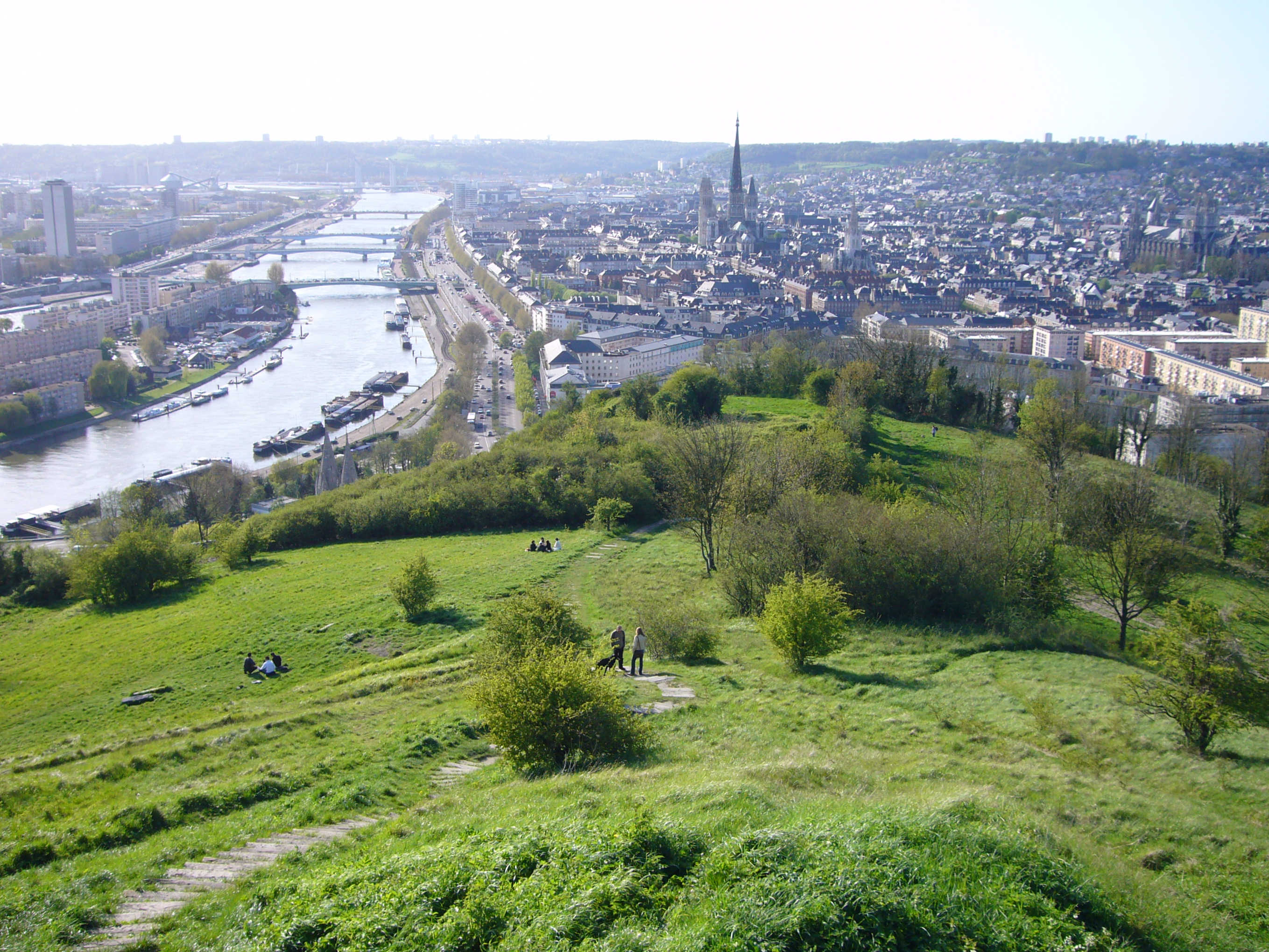
Die Seine in Rouen

### Mündungsgebiet

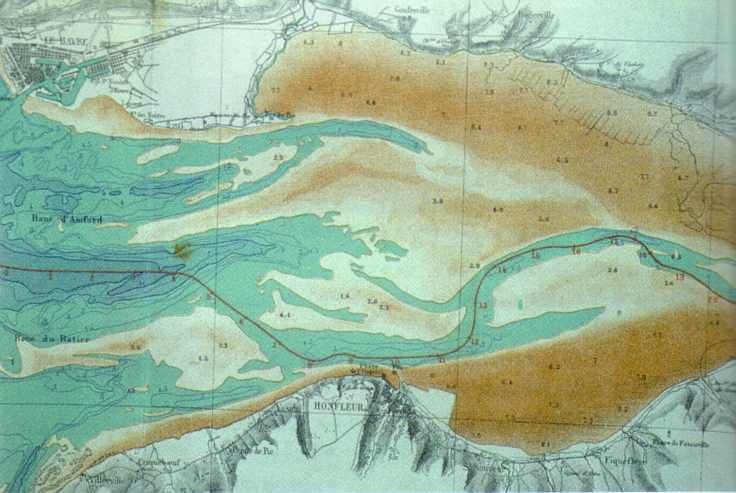
Karte der Seinemündung um 1875

### Inseln in der Seine

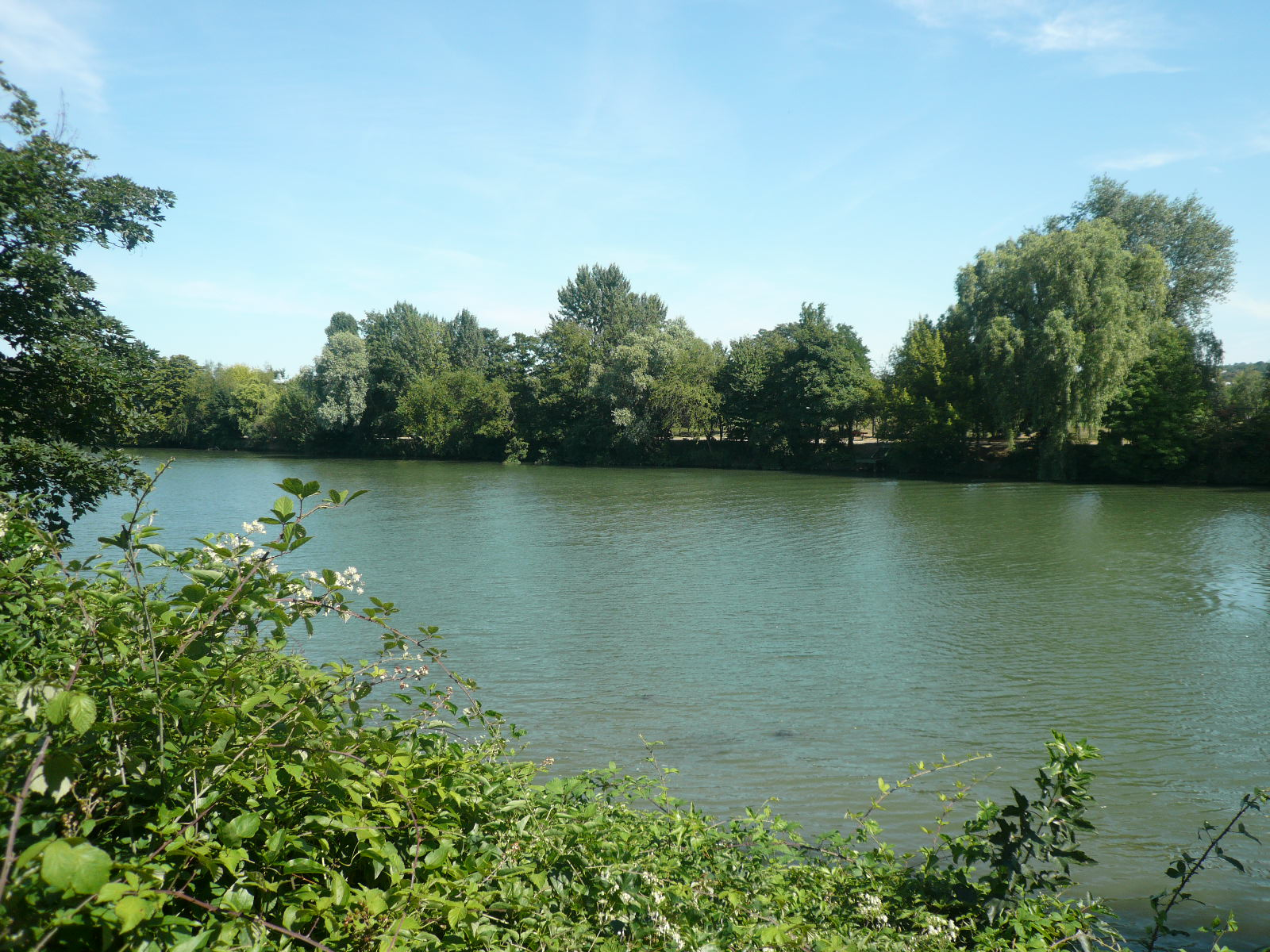
Blick von der Seine auf die Île des Impressionnistes

### Nebenflüsse

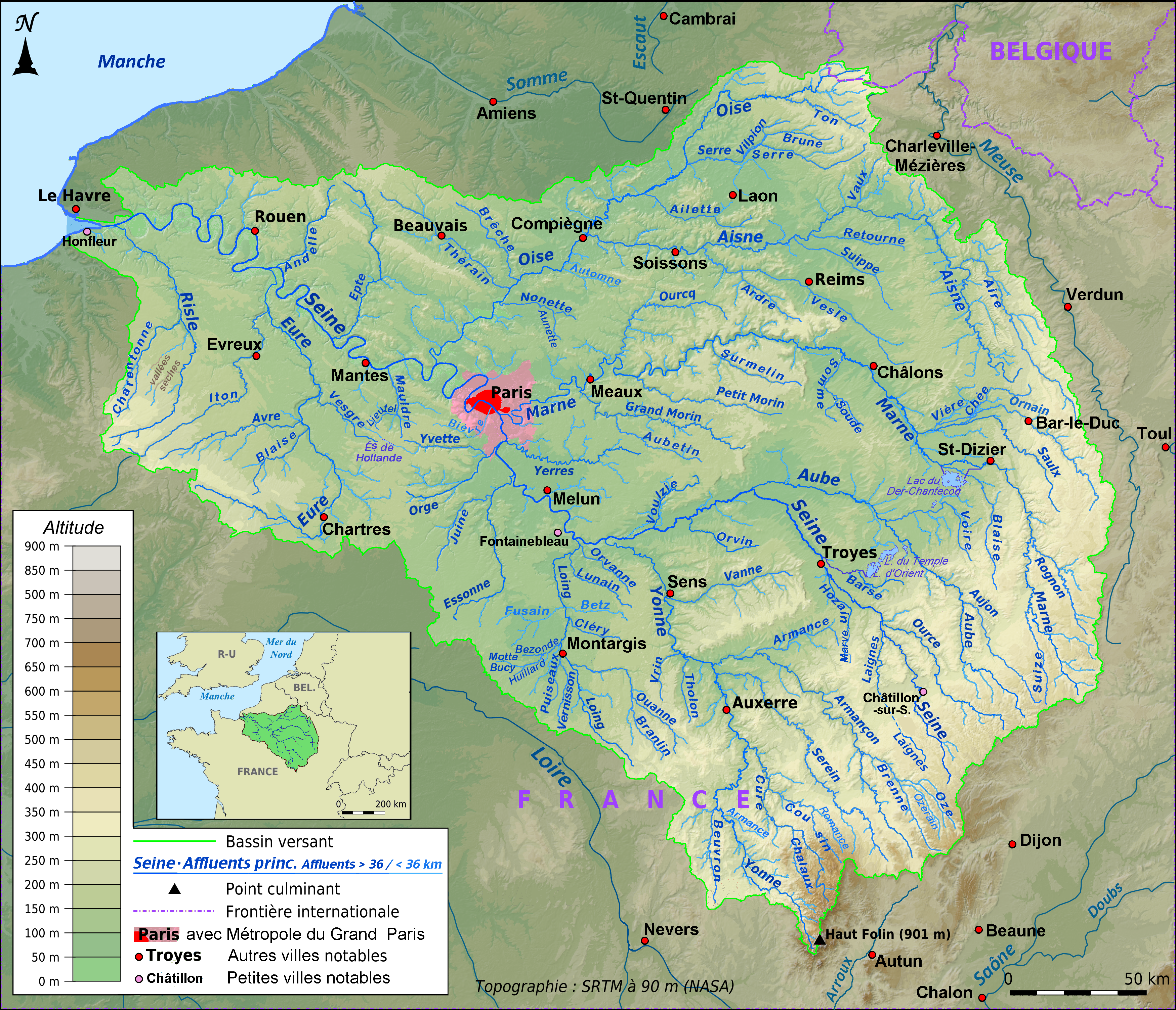
Flusssystem der Seine

## Verlauf